# مارک آیشام
مارک ور آیشام (انگلیسی: Mark Ware Isham؛ زادهٔ ۷ سپتامبر ۱۹۵۱) نوازنده ترومپت و سینث‌سایزر و آهنگساز فیلم اهل ایالات متحده آمریکا است. وی از سال ۱۹۷۶ میلادی تاکنون مشغول فعالیت بوده‌است.

## فیلمشناسی

### سینمایی
- خانم سافل (۱۹۸۴)
- برگشتن بخت (۱۹۹۰)
- کوچک‌مردی به نام تیت (۱۹۹۱)
- رودخانه‌ای از میان آن می‌گذرد (۱۹۹۲)
- راهی برای فرار نیست (۱۹۹۳)
- برش‌های کوتاه (۱۹۹۳)
- مسابقه تلویزیونی (۱۹۹۴)
- پلیس زمان (۱۹۹۴)
- نل (۱۹۹۴)
- خانه‌ای برای تعطیلات (۱۹۹۵)
- پرواز به خانه (۱۹۹۶)
- شفق (۱۹۹۷)
- دختران را ببوس (۱۹۹۷)
- تیغه (۱۹۹۸)
- آسمان اکتبر (۱۹۹۹)
- مردان افتخار (۲۰۰۰)
- آخرین رقص را نگه دار (۲۰۰۱)
- هیچی نگو (۲۰۰۱)
- مجستیک (۲۰۰۱)
- تصادف (۲۰۰۴)
- لگدزنان و جیغ‌کشان (۲۰۰۵)
- کوکب سیاه (۲۰۰۶)
- شیرها برای بره‌ها (۲۰۰۷)
- آینده (۲۰۰۷)
- در دره الاه (۲۰۰۷)
- آینده (۲۰۰۷)
- مه (۲۰۰۷)
- مبارز (۲۰۱۱)
- مکانیک (۲۰۱۱)
- داستان دلفین (۲۰۱۱)
- دزدیده شده (۲۰۱۲)
- خوش شانس (۲۰۱۲)
- ۴۲ (۲۰۱۳)
- جبهه خودی (۲۰۱۳)

### تلویزیونی
- روزی روزگاری (۲۰۱۱)
- دیو و دلبر (۲۰۱۲)
- شهر جنایتکاران (۲۰۱۳)